# 1796 w polityce

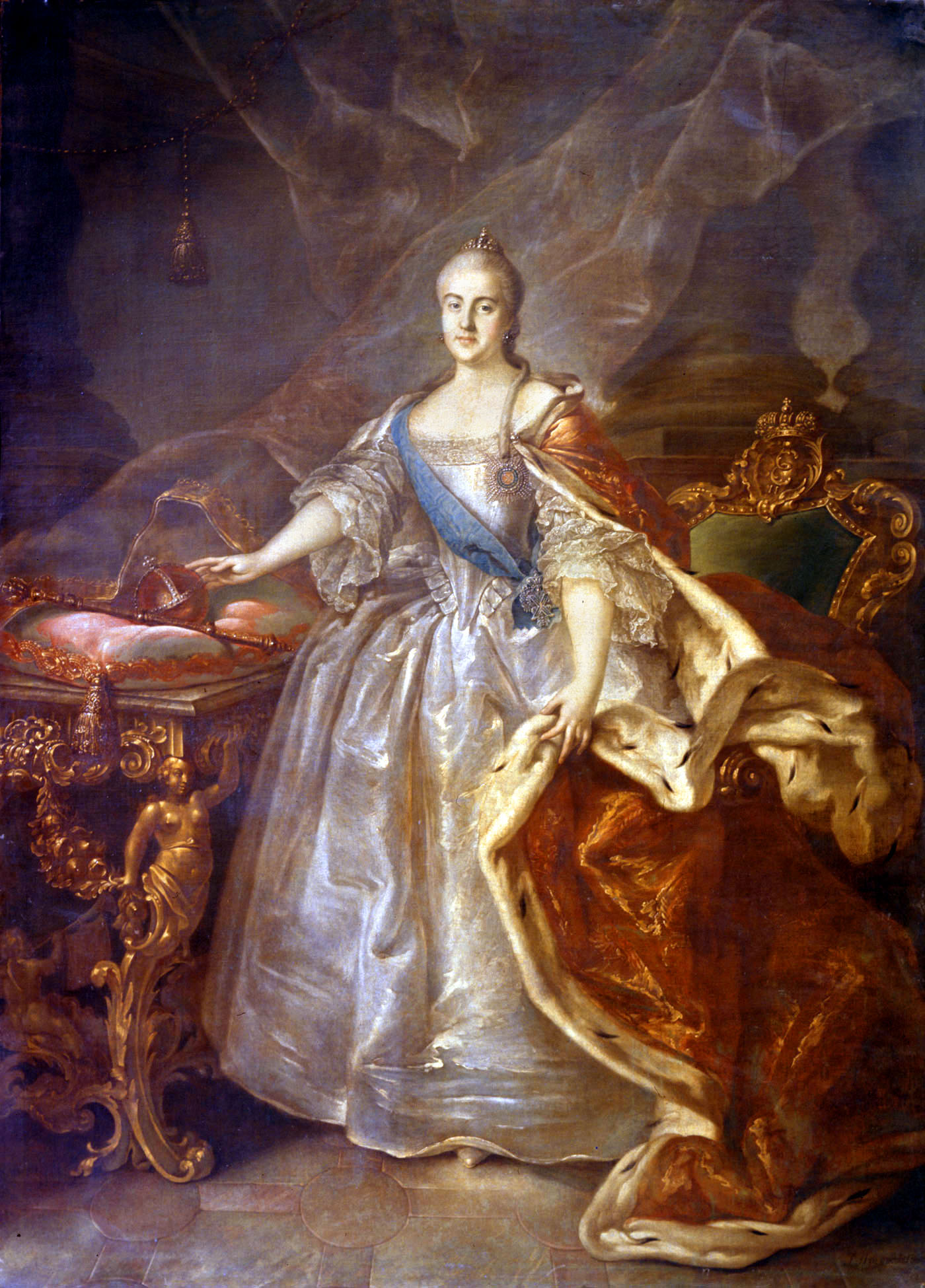
Katarzyna II Wielka

Wydarzenia polityczne w 1796 roku.

## Zmarli
- 17 listopada Katarzyna II Wielka, caryca Rosji[1].